# (4324) Bickel
(4324) Bickel ist ein Hauptgürtelasteroid, der am 24. Dezember 1981 von Laurence G. Taff vom Lincoln Laboratory’s Experimental Test Site aus entdeckt wurde.
Der Asteroid wurde am 22. Juli 2013 nach dem deutschen Amateurastronomen Wolf Bickel (* 1942) benannt.